# Baureihe 72 der Wuppertaler Schwebebahn
Die Baureihe 72 der Wuppertaler Schwebebahn ist eine Triebwagen-Generation der Wuppertaler Schwebebahn, ihre Typenbezeichnung leitet sich vom ersten Beschaffungsjahr ab, weshalb man auch von der Baureihe 1972, Bauart 1972 oder Bauart 72 spricht, abgekürzt entsprechend B72. Es handelt sich dabei um die ersten serienmäßig beschafften Gelenktriebwagen (GTW) der Schwebebahn, weshalb sie alternativ auch als GTW 72 bezeichnet werden. Die 28 dreiteiligen Doppelgelenkwagen wurden von MAN geliefert und von Klaus Flesche, dem Leiter des MAN-Design-Büros, sowie einem freischaffenden Architekten gestaltet. Die elektrische Ausrüstung lieferten Siemens und Kiepe Electric zu. Sie gingen zwischen Juli 1972 und März 1975 in Betrieb, ihr Fensterband war Enzianblau (RAL-Farbe 5010) lackiert, Bauchbinde und Frontbereich waren in Pastellorange (RAL-Farbe 2003) gehalten.

## Geschichte

### Inbetriebnahme
Gegen Ende der 1960er Jahre waren die Fahrzeuge der Wuppertaler Schwebebahn in einem zunehmend schlechten Zustand: die zur Eröffnung beschafften Wagen der Baureihe 00 waren bereits über 60 Jahre alt, die Wagen aus der unmittelbaren Nachkriegszeit waren aus nicht besonders widerstandsfähigen Werkstoffen gebaut. Die Einwohnerzahl Wuppertals wuchs, während des Baus der Bergischen Universität Wuppertal wollte sich die Stadt als florierend und dynamisch darstellen. Passend zu diesem Zeitgeist wurde bei MAN eine neue Baureihe bestellt, die sämtliche Vorgänger ablösen sollte. Der erste Wagen der Baureihe 72 erreichte Wuppertal am 13. Juli 1972. Der Transport erfolgte per Bahn bis zum Güterbahnhof Vohwinkel, die drei Wagenteile waren auf drei Flachwagen festgezurrt. Das kurze Teilstück von Bahnhof bis zur Betriebswerkstatt in Vohwinkel wurde mit einem Schwertransport zurückgelegt. Die Einführung der neuen Baureihe erregte keine größere Aufmerksamkeit, lediglich das sachliche Design, die vergrößerte Kapazität und die Kunststoffsitze fielen auf. Die Jungfernfahrt fand am 23. November 1972 im Beisein von Johannes Rau, damals Wissenschaftsminister des Landes Nordrhein-Westfalen, und Bürgermeister Gottfried Gurland statt. Am 22. April 1975 wurde Wagen 28 als letzter, ebenfalls per Güterzug, ausgeliefert.

### Ausmusterung
Wagen 4 wurde nach dem Unfall von 1999 verschrottet. Der beim Unfall des Jahres 2008 beschädigte Wagen 24 wurde in der Werkstatt Vohwinkel wieder instand gesetzt und war ab Dezember 2009 wieder im Einsatz. Wagen 19 und 21 wurden im Juni und Juli 2012 wegen ihres schlechten Allgemeinzustandes von der Hauptuntersuchung zurückgestellt. Wagen 21 wurde öffentlich nicht zugänglich auf einem Abstellplatz für Dienstfahrzeuge des Wuppertaler Zoos aufgestellt und wurde mittlerweile weiterveräußert. Wagen 19 wurde zum Busdepot in Nächstebreck verbracht.
Die Baureihe 72 wurde ab 2016 von der Generation 15 abgelöst, eine Umrüstung auf das European Train Control System erfolgte bei ihnen nicht mehr. Aus diesem Grund blieb auch keiner als betriebsfähiges Museumsfahrzeug erhalten.
Im August 2015 gaben die Wuppertaler Stadtwerke bekannt, die Fahrzeuge der Baureihe 72 nicht zu verschrotten, sondern 21 zum Verkauf anzubieten und drei kostenlos abzugeben, sofern diese im Stadtgebiet verbleiben. Hierzu wurde ein Wettbewerb ausgeschrieben. Ein Fahrzeug soll bei den Wuppertaler Stadtwerken verbleiben; ob eine Aufarbeitung und die Ausrüstung mit der neuen Zugsicherungstechnik erfolgt, ist noch offen. Für die zu verkaufenden Fahrzeuge setzte WSW mobil einen Preis von 4000 bis 5000 Euro je Stück an; dies sei der Schrottwert der im Fahrzeug enthaltenen Materialien. Darüber hinaus fielen für den Käufer zusätzliche Kosten für Transport per Tieflader, Errichtung eines Fundaments am Aufstellort und eine dafür notwendige Baugenehmigung an. Wird der Zug stehend, nicht hängend aufgestellt, müssen die Drehgestelle samt Fahrmotoren entfernt werden, da der Wagenkasten für die entsprechende Druckbelastung nicht ausgelegt ist. Bis Ende August meldeten sich nach Aussagen der Stadtwerke 70 Interessenten, von denen 35 bereit wären, Transport und Aufstellung zu finanzieren. Die endgültigen Verkaufsentscheidungen werden bis November 2015 gefällt.
Am 7. Juli 2016 verließ Wagen 8 Wuppertal und wurde am Sternpunkt Vohwinkels Kindertisch aufgestellt. Dann folgte Wagen 2 nach Lindlar. Am 12. Januar 2017 wurde auch Wagen 5 ausgemustert und im Erlebnismuseum Fördertechnik in Sinsheim aufgestellt. Am 26. Januar folgte dann die Ausmusterung des Wagens 10. Die Sparkassen-Werbung erhielt er dabei. Dieser wurde beim SC Breite Burschen Barmen 1996 aufgestellt. Anschließend wurde am 8. Februar 2017 auch Wagen 3 ausgemustert. Nach Wagen 3 wurde am 23. Februar 2017 der Wagen 11 an die Firma „Schaeffler“ ausgemustert, direkt danach am 9. März 2017 der Wagen 12. Dieser wurde vorübergehend nach Ronsdorf ausgeliefert, wenn aber 2022 die Klinikum Barmen fertig ist, wird er dorthin transportiert. Wagen 14 wurde am 27. April 2017 ausgemustert – er ging zum CVJM-Westbund. Als bisher letzter Wagen wurde Wagen 6 am 11. Mai 2017 nach Gütersloh abtransportiert. Da der neue Wagen 10 am 19. Mai 2017 das Gerüst berührte, wurde die Anlieferung der neuen Wagen und Ausmusterung der alten Fahrzeuge pausiert, bis das Problem ermittelt und im August 2018 eine Lösung dafür gefunden wurde. Da die Baureihe 72 allmählich hauptuntersuchungsfällig wurde, wurden die Wagen 7 (4. Juli 2018), 9 (4. August 2018) und 18 (um den 20. Juli 2018 herum) abgestellt. Wagen 13 war seit etwa November 2017 abgestellt, erhielt aber am 27. Juli 2018 noch eine kleine Hauptuntersuchung. Wagen 15 erhielt ebenfalls eine Hauptuntersuchung und kehrte Ende August 2018 in den Liniendienst zurück.
Seit der erneuten Betriebsaufnahme am 1. August 2019 sind keine Züge des Typs mehr unterwegs.

## Technik
Die in Aluminium-Leichtbauweise konstruierten Triebwagen bestehen aus zwei Endwagen und einem kurzen Mittelstück. Ihre Kapazität beträgt, ohne den Fahrersitz, 48 Sitzplätze und 156 Stehplätze. Jedes Fahrzeug verfügt über vier Gleichstrom-Halbspannungsmotoren mit Thyristorsteuerung und ist mit Allradantrieb ausgerüstet, die vier Elektromotoren leisten jeweils 50 Kilowatt. Antrieb und Betriebsbremse werden für ein ruckfreies Anfahren und Bremsen über einen Gleichstromsteller respektive Vierquadrantensteller angesteuert. Die Schwebebahn war damals die erste Gleichstrombahn in Mitteleuropa überhaupt, die serienmäßig Gleichstromsteller für die Traktion einsetzte. Die maximale Beschleunigung liegt bei 1,1 m/s², die zulässige Verzögerung bei 1,2 m/s², die Höchstgeschwindigkeit beträgt 60 km/h.
An Bremseinrichtungen stehen, neben der eigenerregten elektrischen Widerstandsbremse, eine zweistufige Federspeicherbremsanlage zur Verfügung. Ein Rangierfahrschalter befindet sich im Wagenheck, darüber hinaus ist eine Notfahreinrichtung für unvorhersehbare Unterbrechungen der elektronischen Steuerung vorhanden. Die Baureihe 72 wurde von Beginn an für den Ein-Mann-Betrieb ohne Zugbegleiter konzipiert wurden, hierfür verfügen sie über eine Funkeinrichtung sowie Monitore zur Überwachung des Fahrgastwechsels, geliefert von AEG-Telefunken. Die 24,06 Meter langen und 22.175 Kilogramm schweren Triebwagen besitzen vier 1,3 Meter breite Doppeltüren. Das zulässige Wagengesamtgewicht beträgt 35.500 Kilogramm.
Regelmäßig fanden Prüfungen der Schweißkonstruktion des Wagenkastens statt, bei denen auch Teile der Inneneinrichtung ausgebaut wurden. Ein Großteil der Wagen trug zuletzt Ganzreklame.

## Galerie

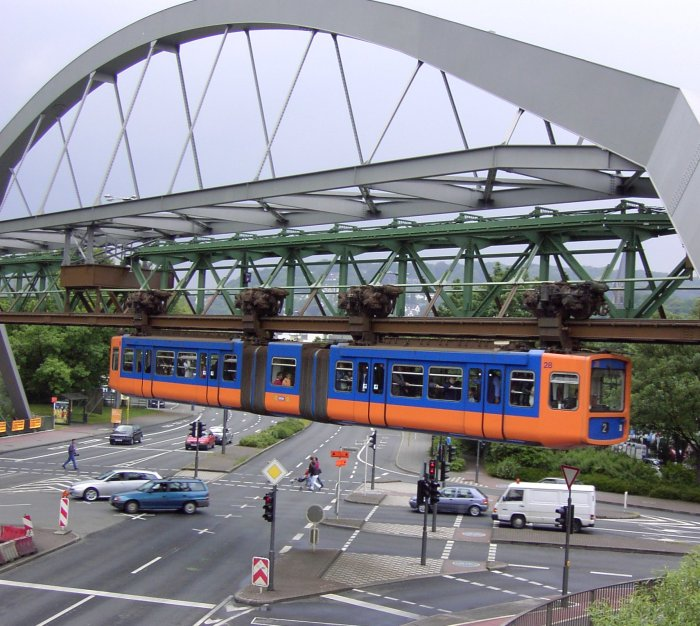
Eine Baureihe 72 auf freier Strecke
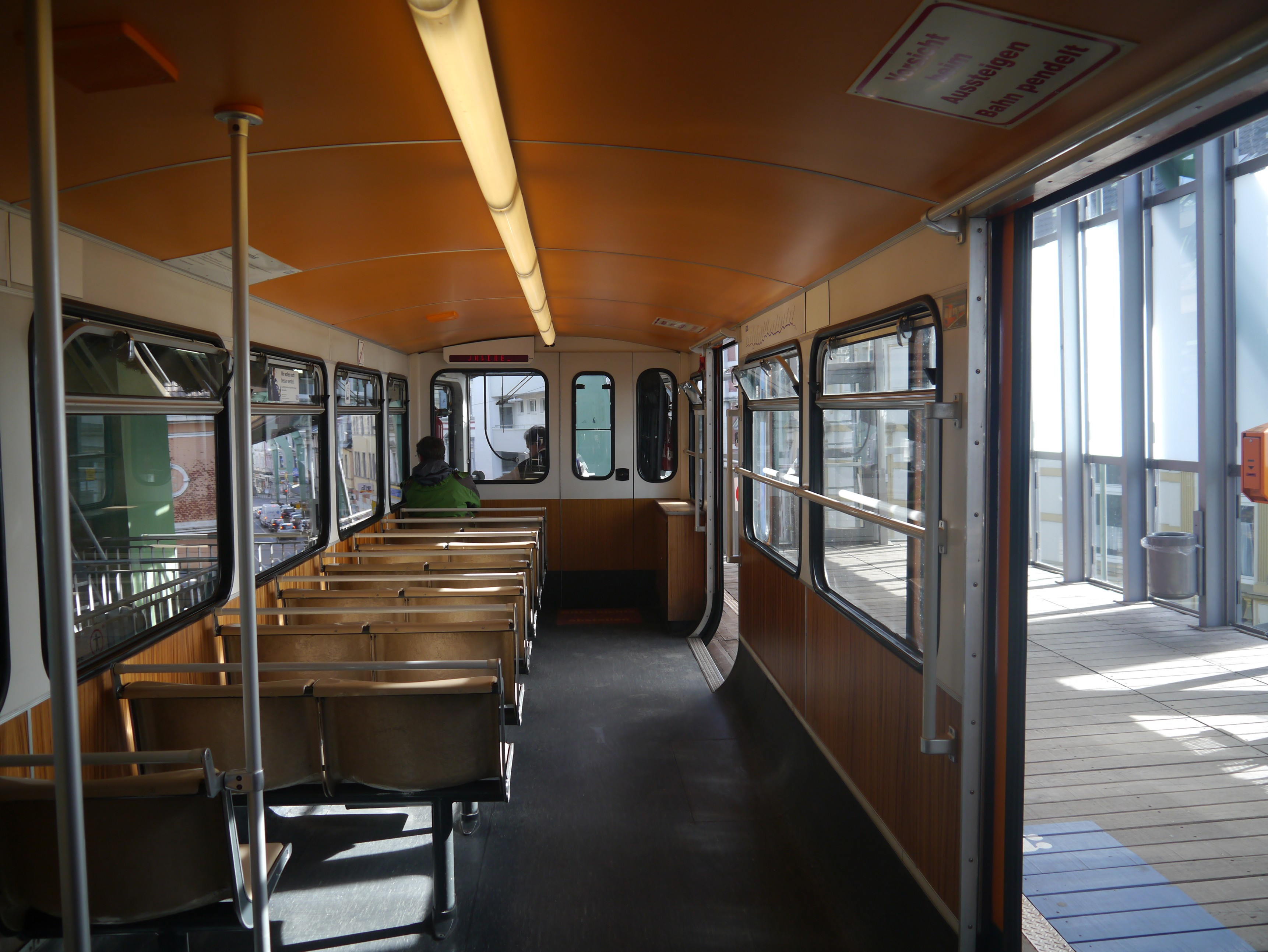
Innenansicht
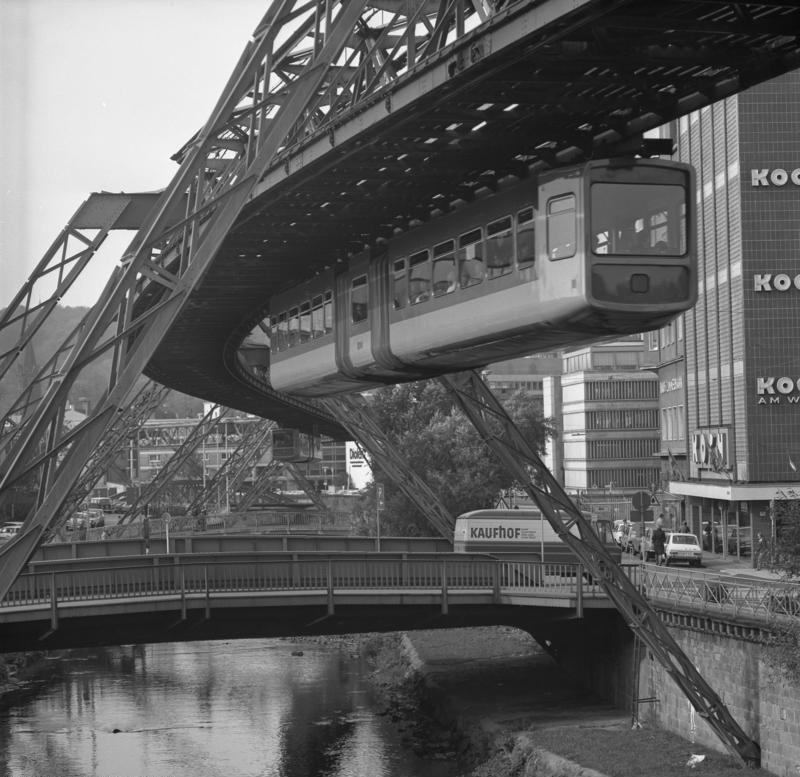
Aufnahme vom 11. Oktober 1976
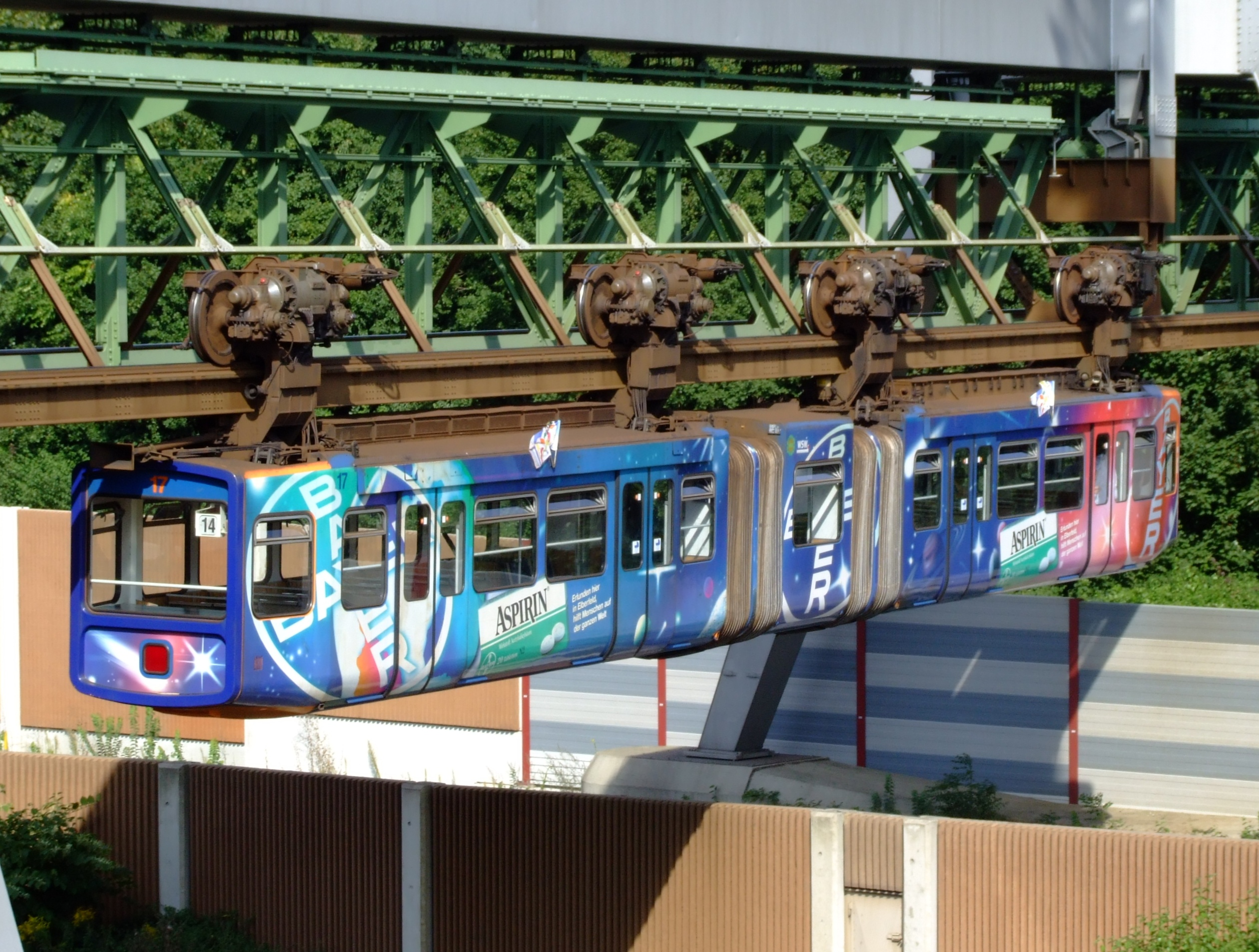
Viele Züge trugen zuletzt Ganzreklame
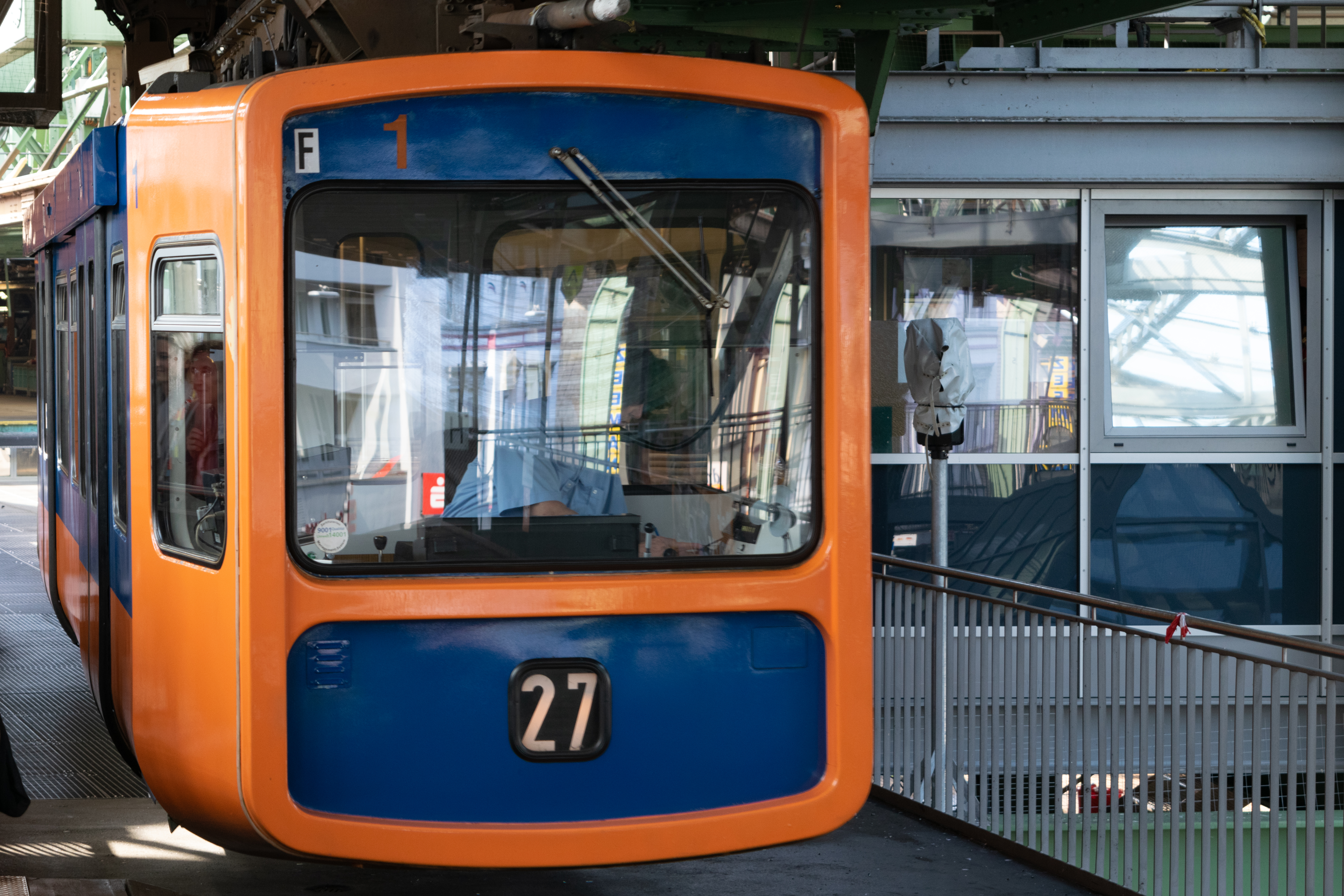
Frontalansicht, die Rollbandanzeige unterhalb der Frontscheibe diente der Anzeige der Kursnummer, hier Kurs 27
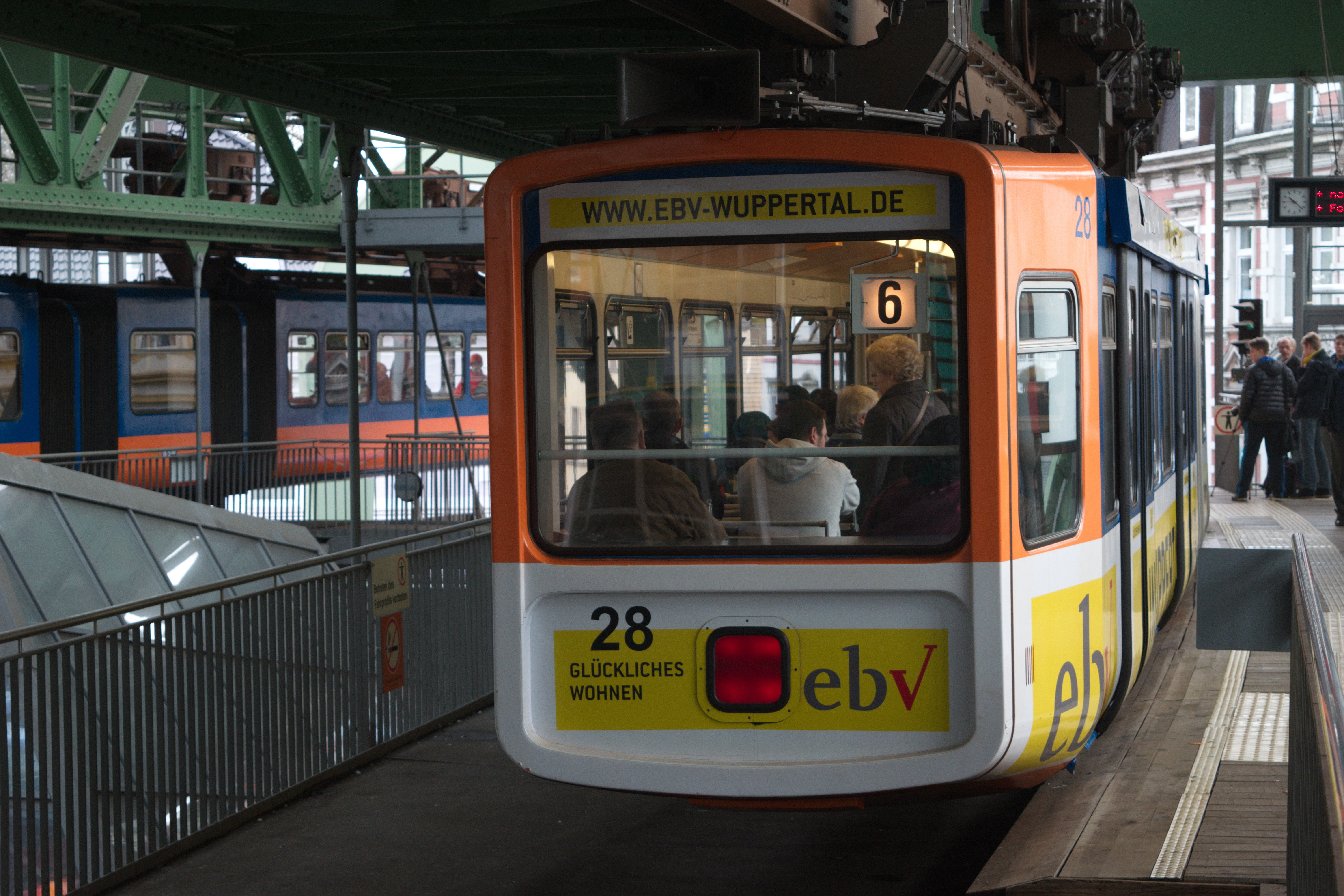
Heckansicht mit weiterer Rollbandanzeige für die Kursnummer, hier Kurs 6
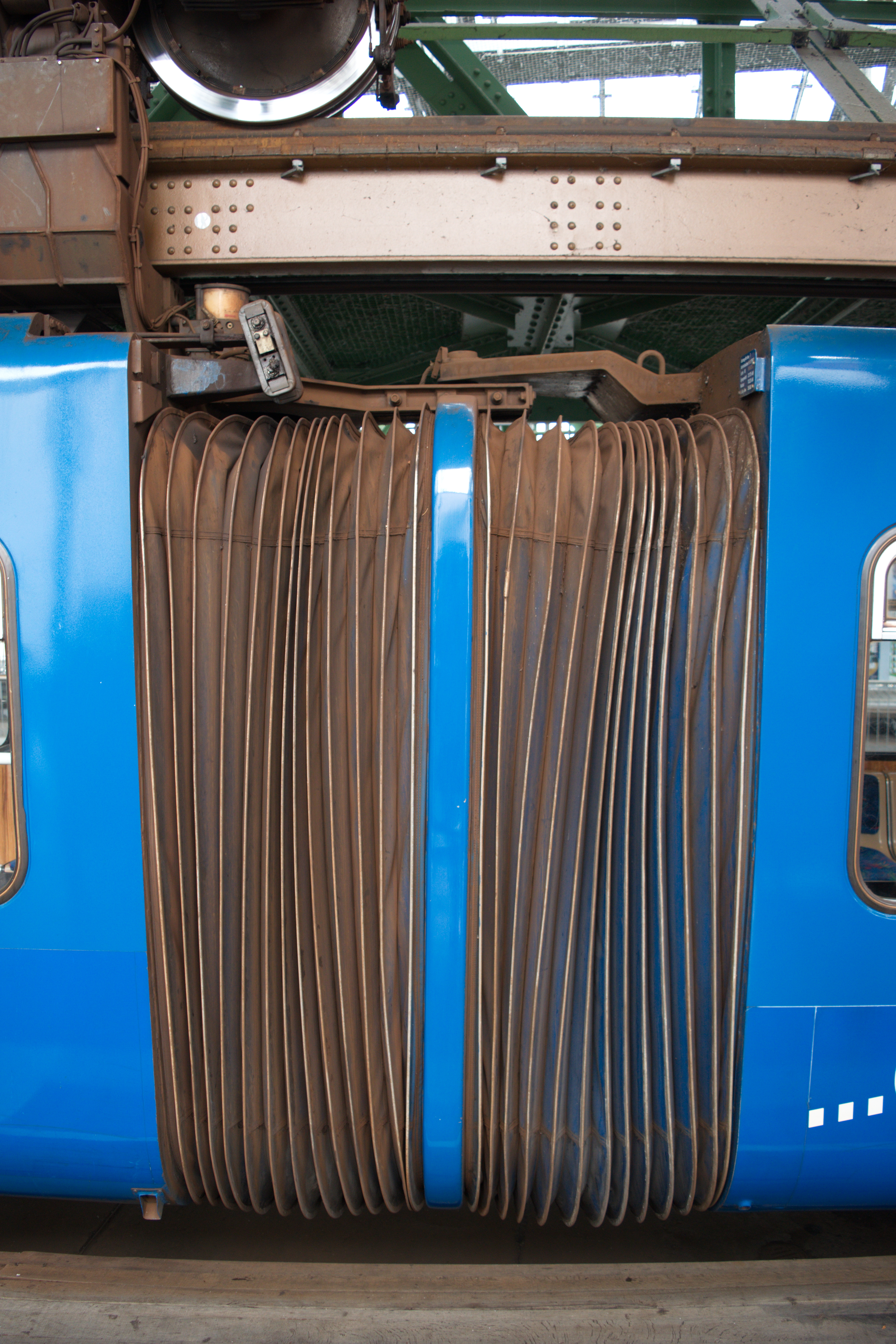
Detailansicht eines der beiden Gelenke
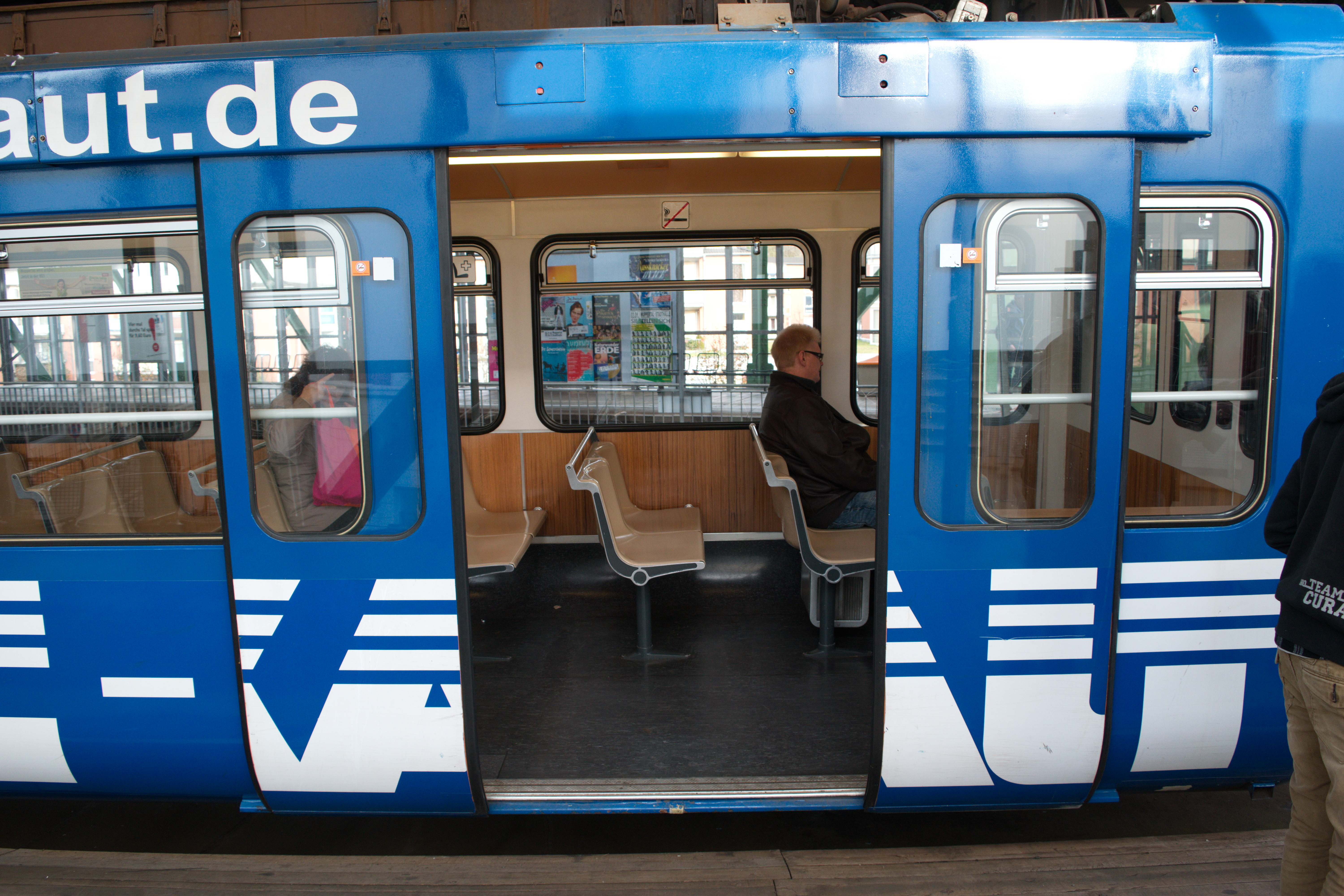
Eine von vier Doppeltüren
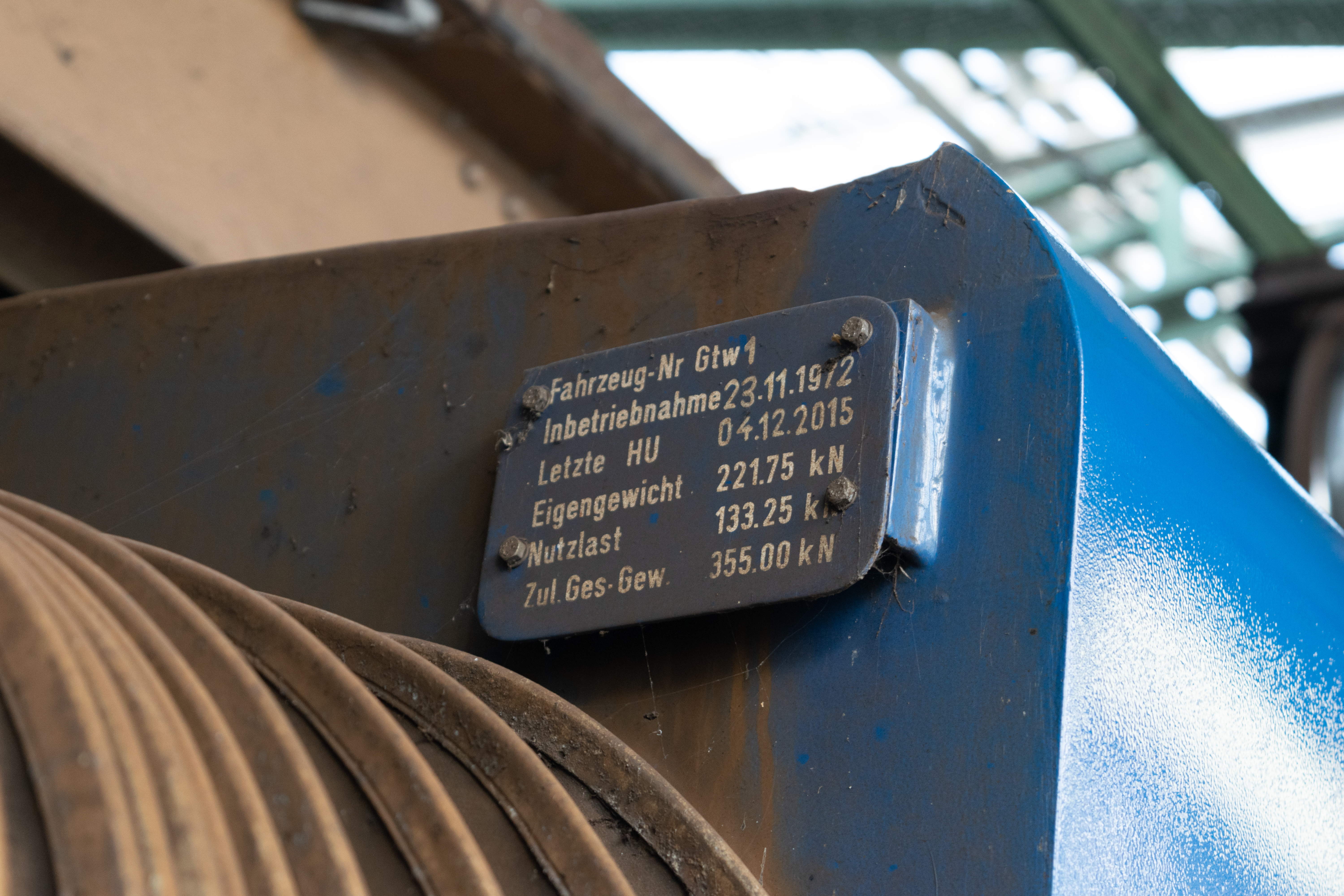
Typenschild des Wagens Nummer 1
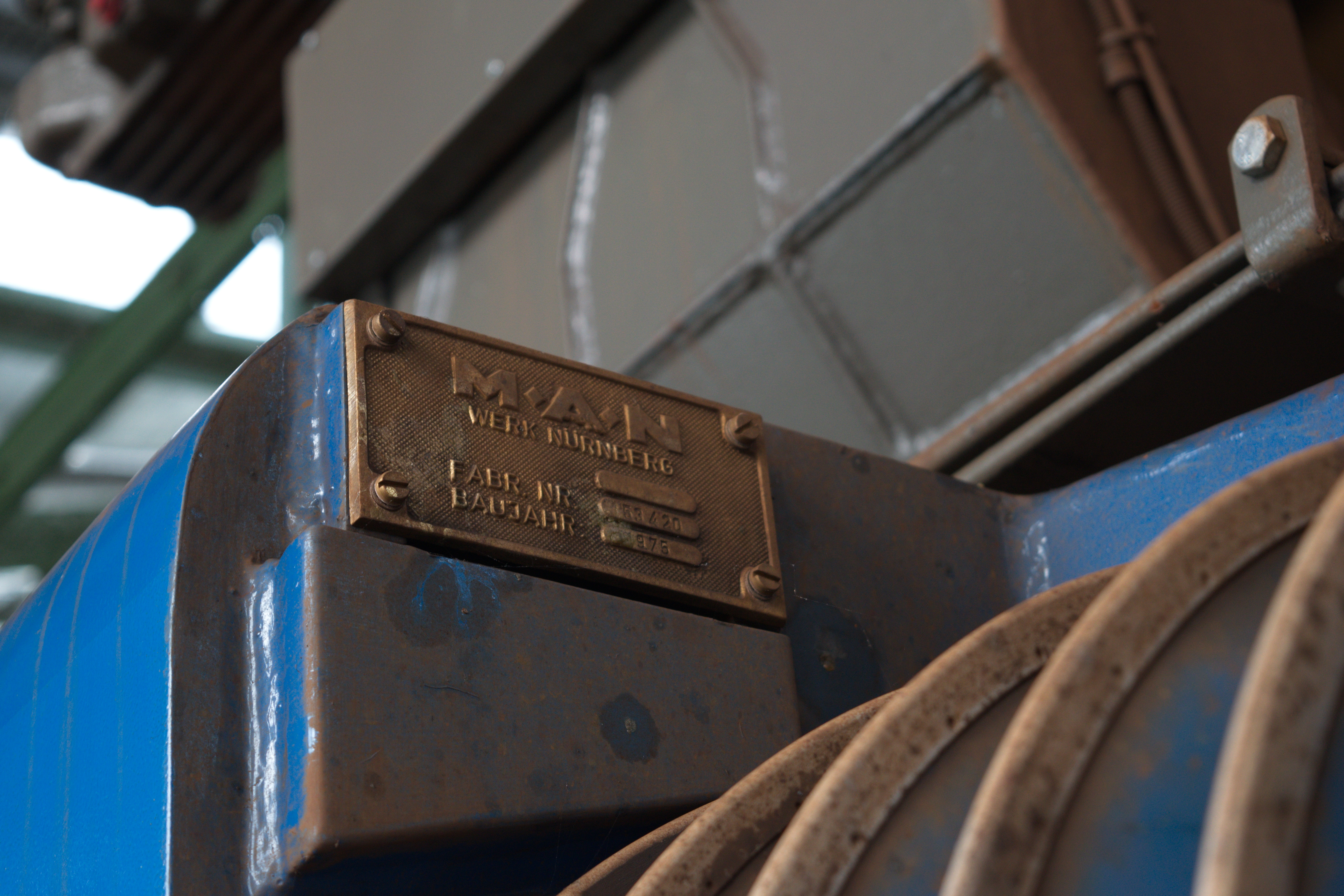
Fabrikschild
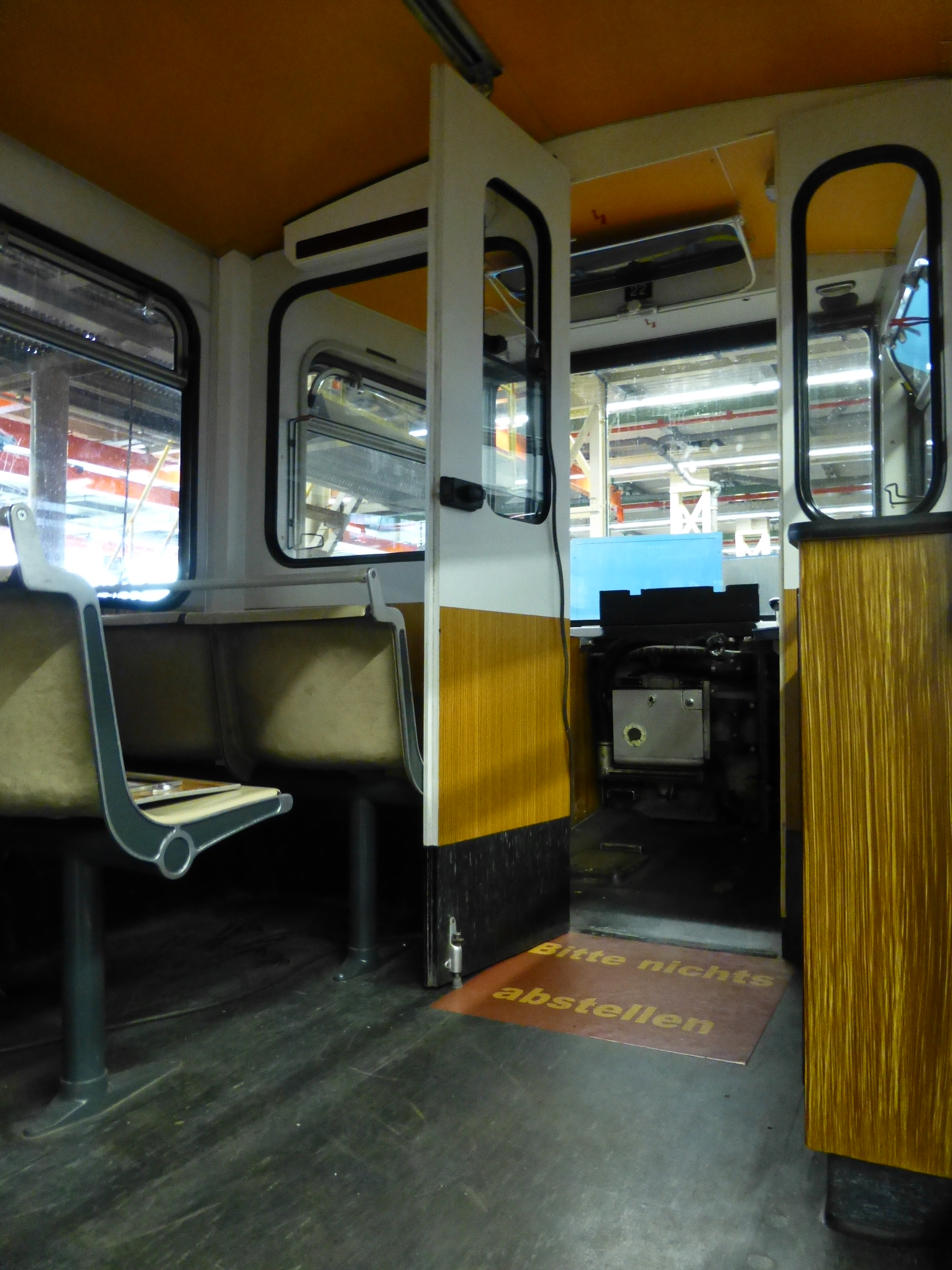
Blick in den Führerstand
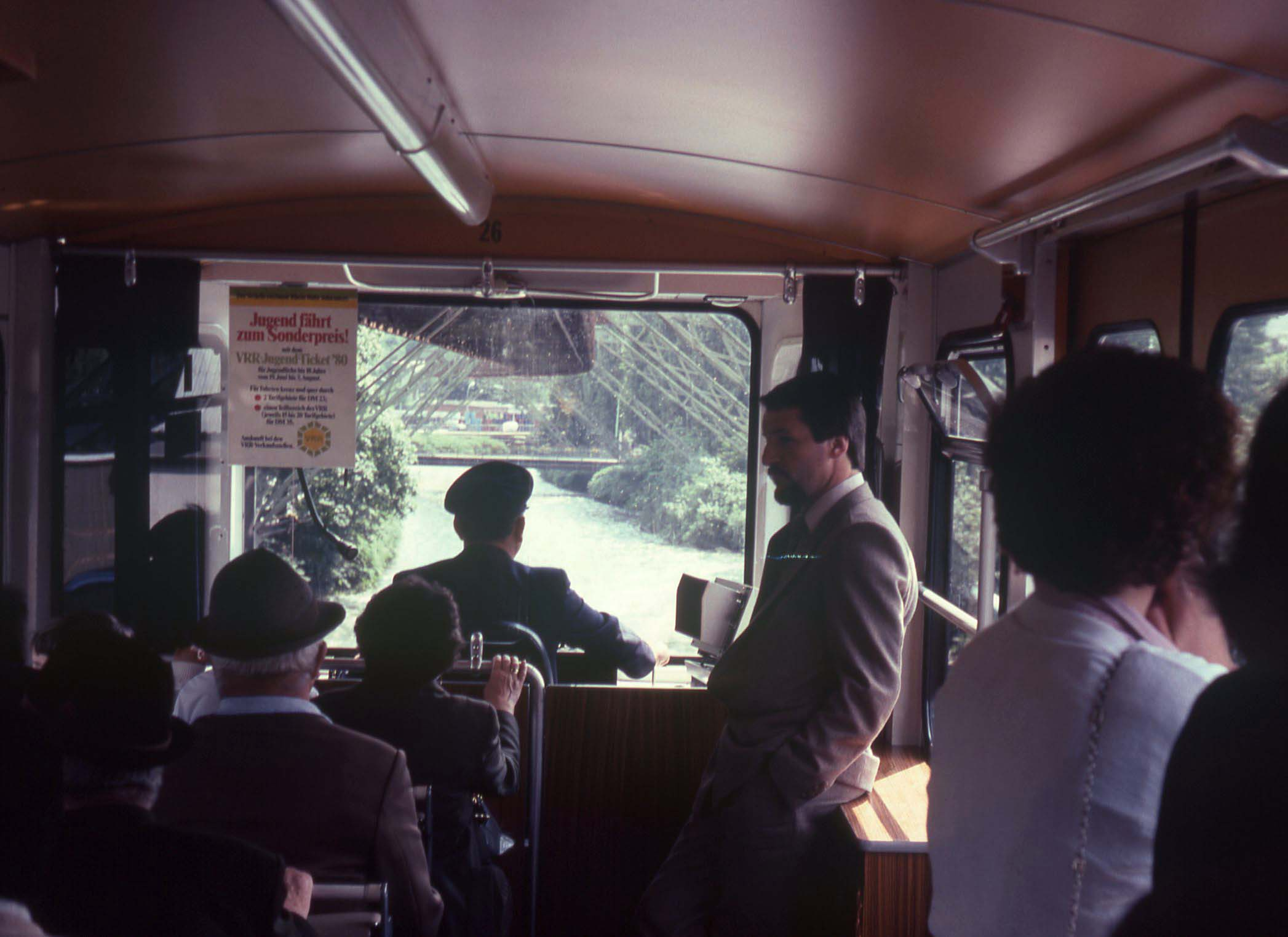
Ursprünglich waren die Führerstände zum Fahrgastraum hin nur durch einen Vorhang abgetrennt
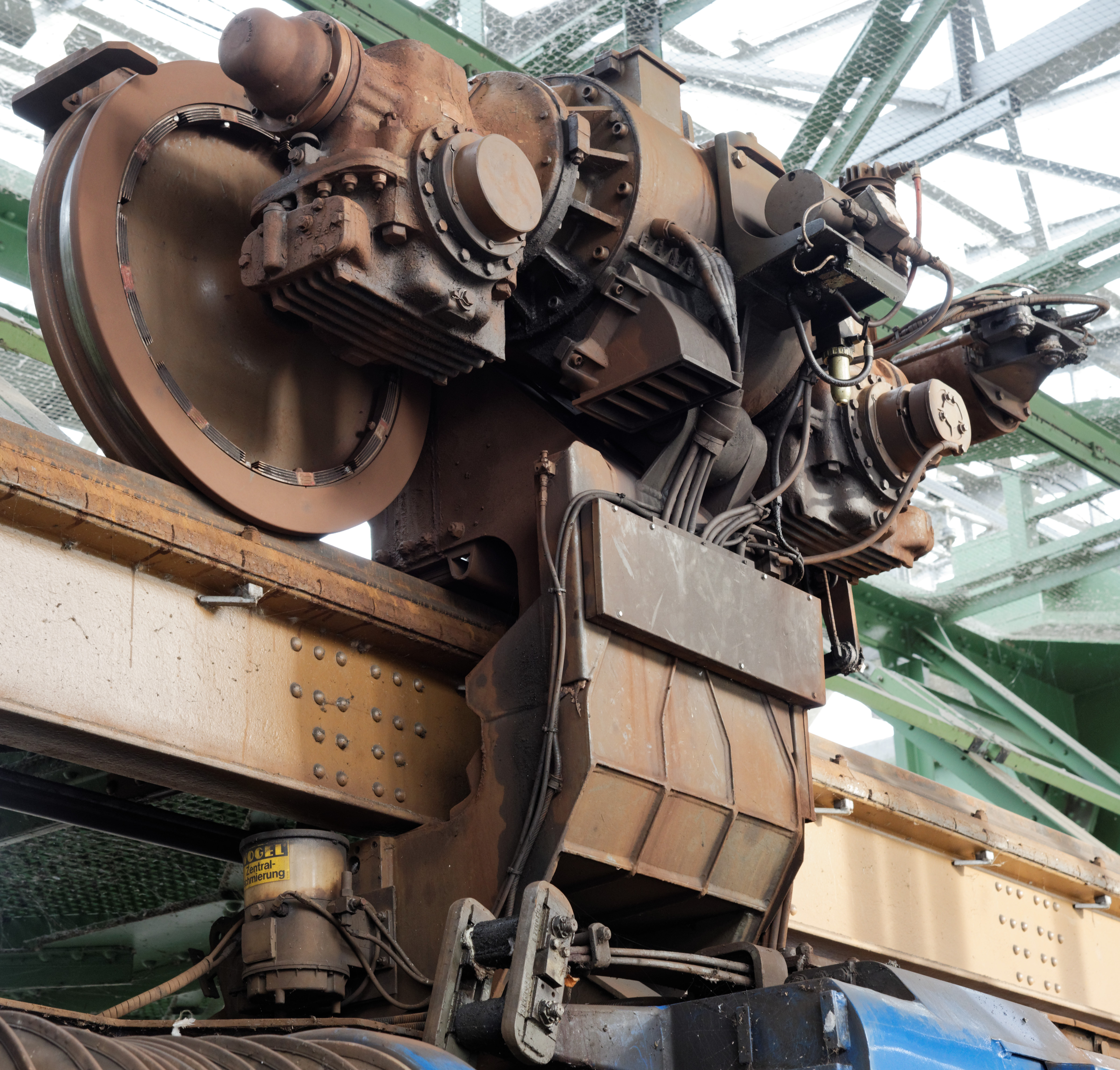
Eines von vier Drehgestellen

## Trivia

Emoji von Twitter

Die Baureihe kann im Computerspiel Schwebebahn-Simulator 2013 gefahren werden.
Das Emoji 1f69f suspension railway von Twitter, Inc. ist von Form und Farbgebung der Baureihe 72 nachempfunden.